# Francisco de la Rosa (alcalde)
Don Francisco de la Rosa nació en la ciudad de Huacho, provincia de Huaura (antes Chancay), departamento de Lima. Fue Principal del Repartimiento de Amay (Huacho) y Recaudador de Tributos Reales de la Corona Española por espacio de 50 años consecutivos.
Durante el periodo de 1813 a 1815 fue alcalde de Huacho, conforme al trabajo efectuado por Arnaldo José Arámbulo en su obra "Huacho en la Historia del Perú".
El 13 de febrero de 1770, en la Parroquia de San Bartolomé de Huacho, contrajo matrimonio con doña María Laureana Isabel Nicho Candelaria, teniendo como hijos a: María Segunda, Martín Salbador, Baltazar, Josefa y Mariano.